# ГГАТ
ГГАТ (от  Горьковский авиатехникум ГВФ) — аэросани конструкции М. В. Веселовского построенные в 1934 году в Горьковском авиатехникуме ГВФ (г. Горький). Первые в СССР аэросани с автомобильным мотором доведенные до серийного производства.

## История
Финансирование постройки первых двух экземпляров аэросаней было осуществлено на деньги собранные в 1933-34 гг. ячейкой Автодора при Горьковском управлении пожарной охраны (ГУПО). Постройка началась 1 января 1934 года. Использовать заказанные аэросани предполагалось для инспекторских поездок на удалённые посты пожарной охраны и агитационных пробегов. Главной особенности новых аэросаней стал автомобильный двигатель, который за счет экономичности и большего ресурса по сравнению с авиационными моторами обеспечивал хорошие эксплуатационные характеристики.
Первый построенный экземпляр ГГАТ принял участие в конкурсе аэросаней с автомобильным мотором организованным Автодором, который 17 февраля 1934 года проводился в Москве на льду Москва реки. На конкурсе по мимо ГГАТ были представлены аэросани А-2 конструкции братьев Бескурниковых, А-3 конструкции С. В. Коростелева. Конкурс показал полное превосходство конструкции горьковчан, А-3 были вообще сняты с конкурса после одного заезда, а аэросани А-2 с одним водителем разогнались на мерном километре до скорости 16,85 км/ч, в то время как ГГАТ показал скорость 21,48 км/ч имея на борту 6 чел (трое в кабине и трое держались за элементы конструкции находясь снаружи). После соревнований ГГАТ отправились в пробег по Московской области и 28 февраля прибыли в Горький, к этому времени в техникуме уже был собран второй экземпляр аэросаней ГГАТ-2. Уже 9 марта работники Горьковской пожарной охраны на двух аэросанях отправились в инспекционный и агитационный пробег Горький — Ветлуга — Котельнич — Халтурин — Вятка — Яранск — Йошкар-Ола — Чебоксары — Горький. Пробег показал надежность и хорошие ходовые качества ГГАТ благодаря чему Народный комиссариат связи СССР заказал партию аэросаней для почтовых перевозок в Северном крае и к 1935 году было построено 5 машин. В общей сложности было изготовлено 11 машин ГГАТ, ГГАТ-2 и ГГАТ-3.

## Конструкция
Кузов аэросаней представлял собой деревянную ферменную конструкцию обшитую листами фанеры, причем обшивка была двойная, снаружи 3 мм., изнутри 2 мм. Автомобильный двигатель ГАЗ-А, был установлен в верхней задней части корпуса, коленчатый вал при помощи механизма сцепления применяемого на автомобилях ГАЗ соединялся с металлическим воздушным винтом. В первые в СССР запуск двигателя мог быть осуществлен с места водителя при помощи электростартера. Так же имелась возможность запуска двигателя путём проворачивания винта. Ходовая часть состояла из трёх лыж с передней управляемой.